# Le Peuple français

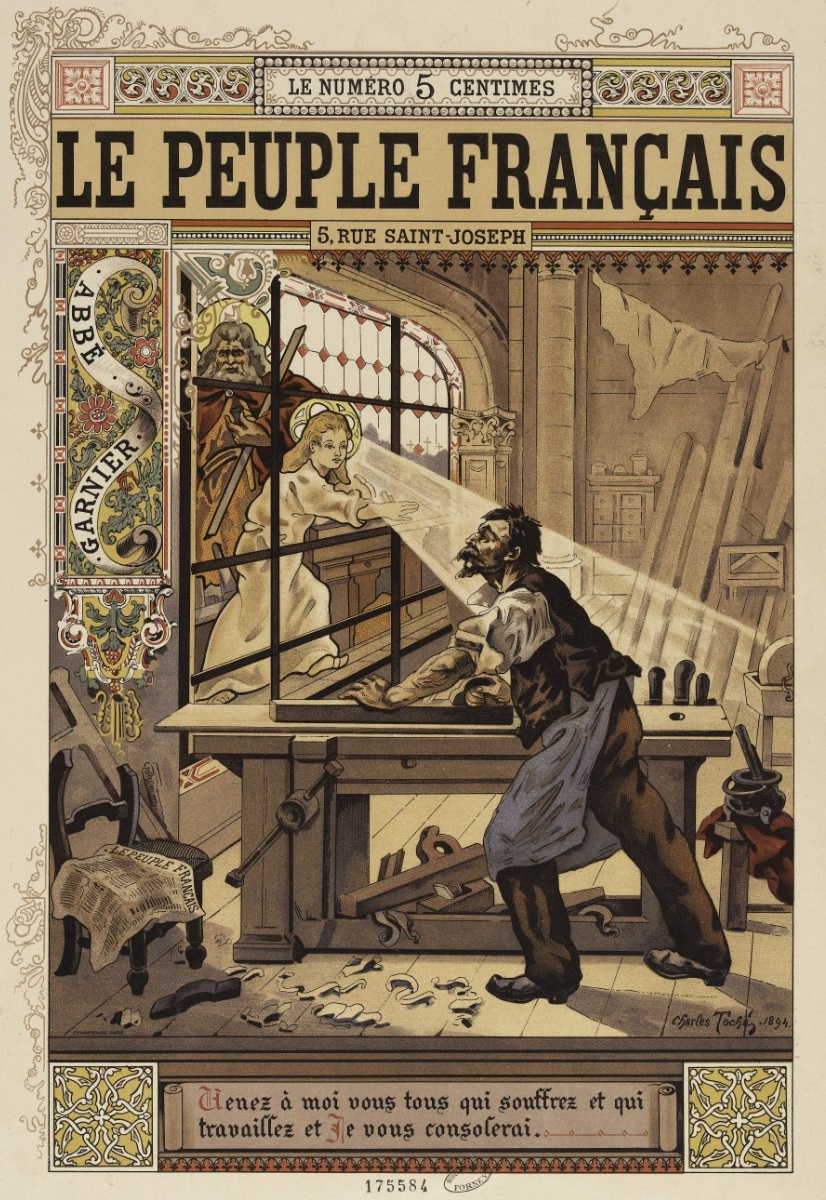
Le Peuple français (1894)

Le Peuple français war eine katholisch orientierte Zeitung, die zwischen 1893 und 1910 in Frankreich erschien. Sie war das Presseorgan der Union Nationale von Abbé Garnier.

## Geschichte
Die ab dem 3. Januar 1894 täglich erscheinende Zeitung Le Peuple français wurde bereits am vorherigen Weihnachtstag, dem 25. Dezember 1893, mit einer Probenummer eingeweiht. Diese enthielt das Programm der neuen Zeitung, das von ihrem Direktor, Abbé Théodore Garnier, einem ehemaligen Redakteur von La Croix, dargelegt wurde. Dieses Programm, das vom Ralliement und dem sozialen Katholizismus inspiriert war, enthielt mehrere klerikale und antisemitische Anspielungen. Es kündigte an, dass Le Peuple français das offizielle Organ der Union nationale, der von Garnier 1892 gegründeten Liga, sein werde.
Die Zeitung wurde von Abbé Garnier allerdings ziemlich schlecht verwaltet, verkaufte sich nicht gut und belastete die Finanzen der Union nationale. Ab 1902 ging diese nach und nach in der Action libérale populaire von Jacques Piou auf.
Der Name Abbé Garnier war bis zum 6. August 1908 im Zeitungskopf der Tageszeitung präsent. Die Leitung der Zeitung wurde dann von zwei ihrer Redakteure übernommen, Joseph Denais-Darnays und Henri Bazire, Sozialkatholiken aus der Association catholique de la jeunesse française und enge Vertraute von Piou.
In Le Peuple français vom 11. November 1908 lancierte Bazire die Kandidatur von Édouard Drumont, dem Herausgeber der antisemitischen Zeitung La Libre Parole, für den Stuhl 9 der Académie française.
Im September 1910 kauften Denais und Bazire La Libre Parole mit der finanziellen Unterstützung von Bazires Schwiegervater und wahrscheinlich auch von Paul Feron-Vrau, dem Leiter der Publikationen von Bonne Presse (heute Groupe Bayard), der bereits an der Ausbeutung von Le Peuple Français interessiert war. Die beiden Zeitungen wurden am 1. Oktober 1910 unter dem Titel der von Drumont 1892 gegründeten Tageszeitung zusammengelegt.
Le Peuple français du dimanche, die illustrierte Wochenbeilage des Peuple français, die am 25. April 1901 eingeführt wurde, wurde bis 1918 veröffentlicht.

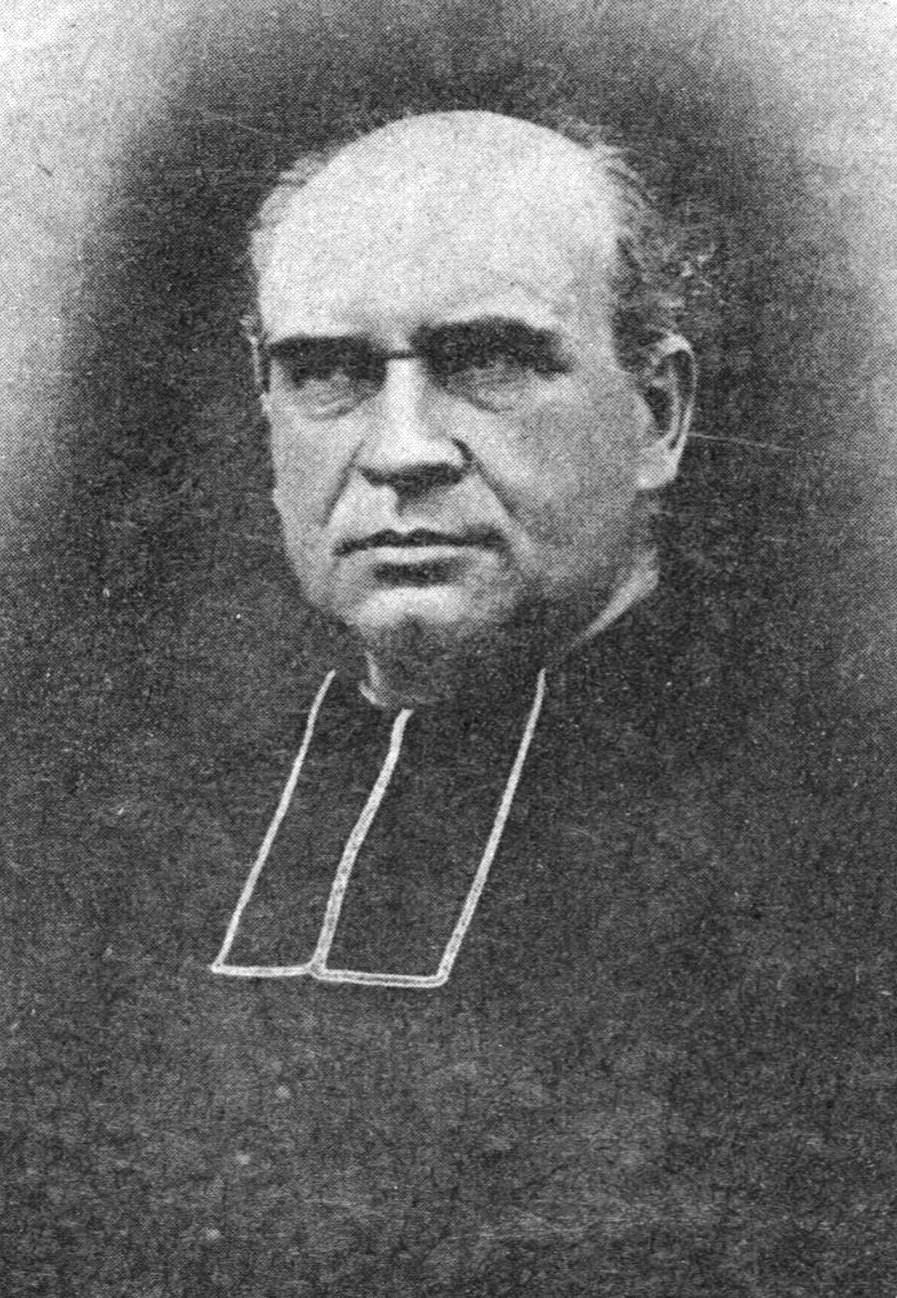
Théodore Garnier
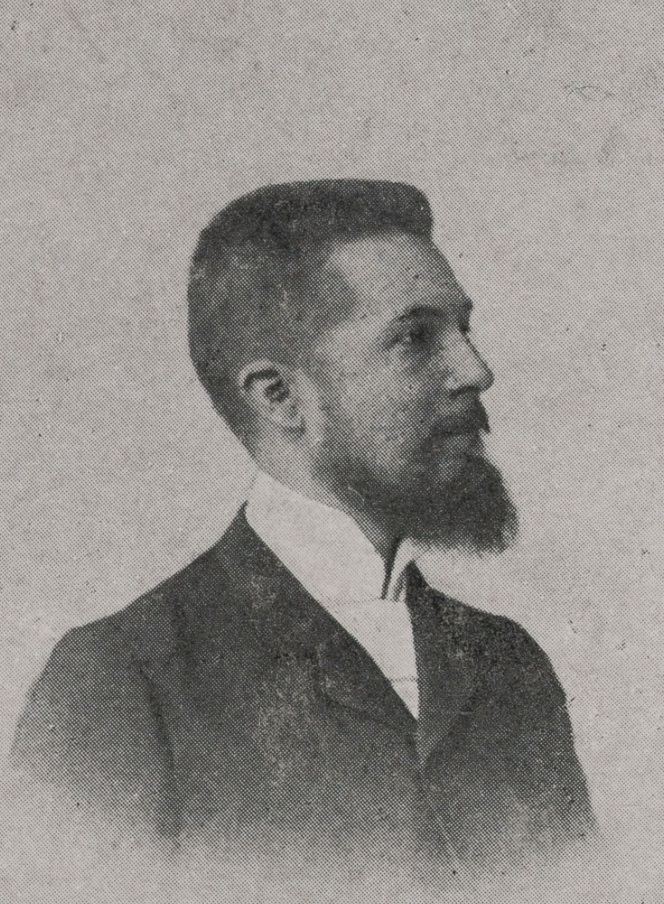
Joseph Denais
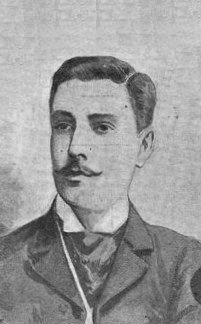
Henri Bazire

## Mitarbeiter
Eine ausführliche Liste findet sich in der französischen Sprachversion.